# Russ Tolman
Russ Tolman (Lakeport (Californië), 15 augustus 1956) is een Amerikaanse singer-songwriter, gitarist, componist, tekstdichter en muziekproducent.

## Biografie
Tolman speelde met zijn medestudent Steve Wynn in The Suspects (1978-1980) en The Meantime (1980-1981), voordat hij mede-oprichter was van True West (1982-1986). Tolman was gitarist van de band True West uit Davis (Californië), die begin jaren 1980 tot de golf van gitaarrockbands behoorde, die volgens de New York Times werd geïnspireerd door hun elegische, aansturende televisie-ontmoet-countryrock, de punkbeweging en de muzikale invloeden, voornamelijk afkomstig van de klassieke rock van de jaren 1960 en 1970. In Duitsland prees Harald InHülsen de band in Muziek Expres/Sounds als een aanbeveling voor de televisie/Tom Verlaine-fan die nog steeds het kristalheldere geluid van Quicksilver Messenger Service in de oren heeft. True West werd groot commercieel succes ontzegd, ook al trad ze op als voorprogramma van R.E.M., die in 1985 op tournee waren in de Verenigde Staten. Demo's die in 1983 waren opgenomen door voormalig televisiegitarist Tom Verlaine voor EMI America, leverden niet het gehoopte grote labelcontract op. Een Europese tournee in 1985 bracht succes in Duitsland en lovende kritieken.
Tolman verliet de band in 1985 en bracht vanaf 1986 een groot aantal soloalbums uit, die muzikaal bewogen tussen americana, rock, Westcoastrock, folkrock en countryrock. True West bracht nog een album uit zonder Tolman en ging verder als duo (Blair & McGrath) als Fool Killers.Tolman vond voor het eerst een nieuw muzikaal thuis in het Verenigd Koninkrijk en bracht in 1986 zijn eerste soloalbum Totem Poles and glory Holes uit bij het label Demon Records, dat onder toezicht stond van Elvis Costello. Van 1990 tot 1992 had Russ Tolman een begeleidende band met The Totem Polemen, met o.a. Dave Provost (ex-The Droogs, Dream Syndicate, Denver Mexicans). Zijn klassieke singer-songwriterstijl werd bijzonder goed ontvangen in Europa (Frankrijk: New Rose Records en Duitsland: Blue Rose Records). De redenen waarom hij zich onderscheidt van de veelheid aan singer-songwriters is zijn kenmerkende stem, die soms doet denken aan George Jones, zijn muzikale veelzijdigheid en zijn geestige en zelf-ironische teksten. Zijn vriend Brett Gurewitz (Bad Religion) produceerde verschillende albums. Hij werd ondersteund door de crème de la crème van het Amerikaanse onafhankelijke stonerrock en West Coastcircuit.
Tolman produceerde zelf een aantal opkomende jonge bands uit het Amerikaanse onafhankelijke circuit, zoals 28th Day (met Barbara Manning), The Popealopes en The Downsiders. Hij werkt onder meer nauw samen met zijn voormalige universiteitscollega Steve Wynn aan verschillende albums als songwriter, die ook zijn soloalbum City Lights mede produceerde. In 1998 ging Tolman op een uitgebreide Europese tournee met Sid Griffin (ex-Long Ryders) & Band. Tolman werkte vanaf 1998 voornamelijk in de muziekindustrie en richtte samen met Pat Thomas (ex-Absolute Gray, Heyday Records, Normal Records) de platenmaatschappijen Innerstate Records en RUNT op. Samen met Nikki Sudden hield hij toezicht op de voorbereiding van ongepubliceerde opnamen van epische soundtracks. In 2005 was er een reünie van True West met Tolman als gitarist, gevolgd door concerten in het voorprogramma van de Violent Femmes aan de westkust. Russ Tolman woont in de omgeving van Los Angeles.

## Discografie
Russ Tolman met True West
- 1983: True West ep Bring Out Your Dead (USA)
- 1983: Hollywood Holiday New Rose (F)
- 1984: Drifters lp Zippo (UK) resp. PVC/Passport (USA)
- 1990: TV Western lp/cd Skyclad (USA): A-kant: EMI Records-demo's opgenomen dec. 1983 @ Bearsville Studios, geproduceerd door Tom Verlaine, A-kant: Live at Rex Club, Paris France mei 1985
- ????: Best Western cd (Rarities, outtakes)
- 1989: West Side story lp/cd Skyclad (USA) (Rarities, outtakes)

Russ Tolman solo
- 1986: Totem poles and glory holes lp Down There-Restless (USA) & Demon (UK)
- 1988: Down in Earthquake Town lp Skyclad (USA) & Demon (UK)
- 1990: Goodbye Joe lp/cd New Rose (F) & Skyclad (USA)
- 1992: Road Movie cd New Rose (F)
- 1994: Sweet Spot cd Red River (D)
- 1998: City Lights cd Blue Rose (D)
- 2000: New Quadraphonic Highway cd Blue Rose (D)
- 2019: Goodbye El Dorado cd Blue Rose (D) & Lost Records (USA)

Russ Tolman – Speciale publicaties
- 1991: Verschiedene Künstler – Live At The Kremlin Volume One lp/cd New Rose Records (concertopnamen van 13–16 november 1990 im Espace André Malraux, Kremlin-Bicètre, n.a.v. het 10-jarige bestaan van New Rose Records, bevat o.a. Russ Tolman met Vegas)
- 1992: Live At The Shop cassette Get Happy!! Records (liveopname van een concert op 11 november 1992 in de Get Happy! Plattenladen, Frankfurt am Main, gelimiteerd op 20 exemplaren)

Russ Tolman als producent
- 1988: The Downsiders – All my friends are fish lp Mammoth (USA) (Russ Tolman speelt leadgitaar op She's alright)
- 1988: The Popealopes – An adder's tale lp Skyclad (USA) & Resonance (NL)
- 1990: The Popealopes – Kerosene lp Skyclad (USA)

- Bibliothèque nationale de France: cb13936116v (data)
- Gemeinsame Normdatei: 135249031
- International Standard Name Identifier: 0000 0000 5838 9259
- Library of Congress Control Number: no98058116
- MusicBrainz: 556c68c2-375e-4a4d-95f7-66ce2c86b613
- Virtual International Authority File: 80058769
- WorldCat: E39PBJvxtCqBVpvFtD6kcrX68C